# Thōmas Kōttas
Thōmas Kōttas (in greco Θωμάς Κώττας?; Ptolemaida, 27 aprile 1996) è un cestista greco.